# Percy Hodge
Percy Hodge   (Herm, 26 de desembre de 1890 - Bexhill, 27 de desembre de 1967) fou un atleta britànic, especialista en els curses de mig fons, que va competir durant la dècada de 1920.
El 1920 va prendre part en els Jocs Olímpics d'Anvers, on disputà dues proves del programa d'atletisme. Guanyà la medalla d'or en la cursa dels 3.000 metres obstacles. Aquesta cursa la guanyà còmodament, amb més de 20" sobre el segon classificat, Patrick Flynn, i en la qual va establir un nou rècord mundial de la distància. També disputà les sèries de la cursa dels 3.000 metres per equips, una competició en què l'equip britànic guanyà la medalla de plata.
Fou campió del campionat de 2 milles obstacles de l'AAA entre 1919 i 1921 i el 1923.

## Millors marques
- 440 iardes. 50.2" (1917)
- 800 metres. 1' 58.5" (1921)
- Milla. 4' 32.6" (1916)
- 3.000 metres obstacles. 10' 00.4" (1920)
- 2 milles obstacles. 10' 57.2" (1921)[1][3]